# Brazacorta
Brazacorta település Spanyolországban, Burgos tartományban. Brazacorta Alcubilla de Avellaneda, Langa de Duero, Peñaranda de Duero, Arandilla és Coruña del Conde községekkel határos. Lakosainak száma 45 fő (2024).

## Népesség
A település népessége az utóbbi években az alábbiak szerint változott:
| Lakosok száma | 95   | 88   | 85   | 73   | 65   | 74   | 66   | 56   | 51   | 45   |
|               | 2001 | 2004 | 2006 | 2009 | 2011 | 2014 | 2016 | 2019 | 2021 | 2024 |